# Amanita muscaria
Amanita muscaria hay nấm tán giết ruồi là một loài nấm đảm thuộc chi Amanita. Đây là loài bản địa ở khắp các vùng ôn đới và cận bắc cực ở Bắc bán cầu. Amanita muscaria đã được vô tình du nhập vào nhiều quốc gia ở Nam bán cầu dưới dạng sinh vật cộng sinh với các đồn điền thông hay cáng lò và hiện nay là loài phân bố rộng khắp thế giới. Loài này gắn với nhiều loài cây tùng bách và cây lá sớm rụng.
Được coi là loài nấm hình dù mang tính biểu tượng nhất, nấm tán giết ruồi là một loại nấm lớn với lá tia màu trắng, thường là với mũ nấm đỏ với các đốm trắng, và là một trong những loài dễ nhận biết nhất và được biết đến rộng rãi trong văn hóa dân gian.
Mặc dù nhìn chung nó được coi là loài nấm độc, nhưng các ca tử vong do ăn loài nấm này là rất hiếm, và sau khi luộc sơ để giảm độc tính và phân hủy các chất hướng thần thì nó có thể được tiêu thụ như là một loại thực phẩm trong một số khu vực ở châu Âu, châu Á và Bắc Mỹ. Amanita muscaria ngày nay nổi tiếng với tính chất gây ảo giác của nó, với thành phần hướng thần chính của nó là các hợp chất của axit ibotenic và muscimol. Nó được các dân tộc Xibia sử dụng làm chất gây say và thuốc truyền cảm hứng, có ý nghĩa tôn giáo trong các nền văn hóa này. Hiện đã có nhiều đồn đoán về việc sử dụng truyền thống của nấm này là để làm say ở những nơi khác bên ngoài Xibia, như Trung Đông, Scandinavia, Bắc Mỹ hay đại lục Á Âu, tuy nhiên truyền thống như vậy ít được ghi chép kỹ trong các tài liệu.

## Phân loại và đặt tên
Tên thông thường của loài nấm này trong nhiều ngôn ngữ châu Âu được cho là bắt nguồn từ việc sử dụng nó như một loại thuốc trừ sâu khi rắc vào sữa. Thực tiễn này đã được ghi lại từ các khu vực nói tiếng German  và Slav ở châu Âu, cũng như khu vực Vosges và các nhóm biệt lập ở những nơi khác thuộc Pháp và Rumani.:198 Albertus Magnus là người đầu tiên ghi lại nó trong tác phẩm của mình De vegetabilibus vào thời gian khoảng trước năm 1256, bình luận vocatur fungus muscarum, eo quod in lacte pulverizatus interficit muscas nghĩa là "nó được gọi là nấm giết ruồi vì nó được rắc vào sữa để diệt ruồi".

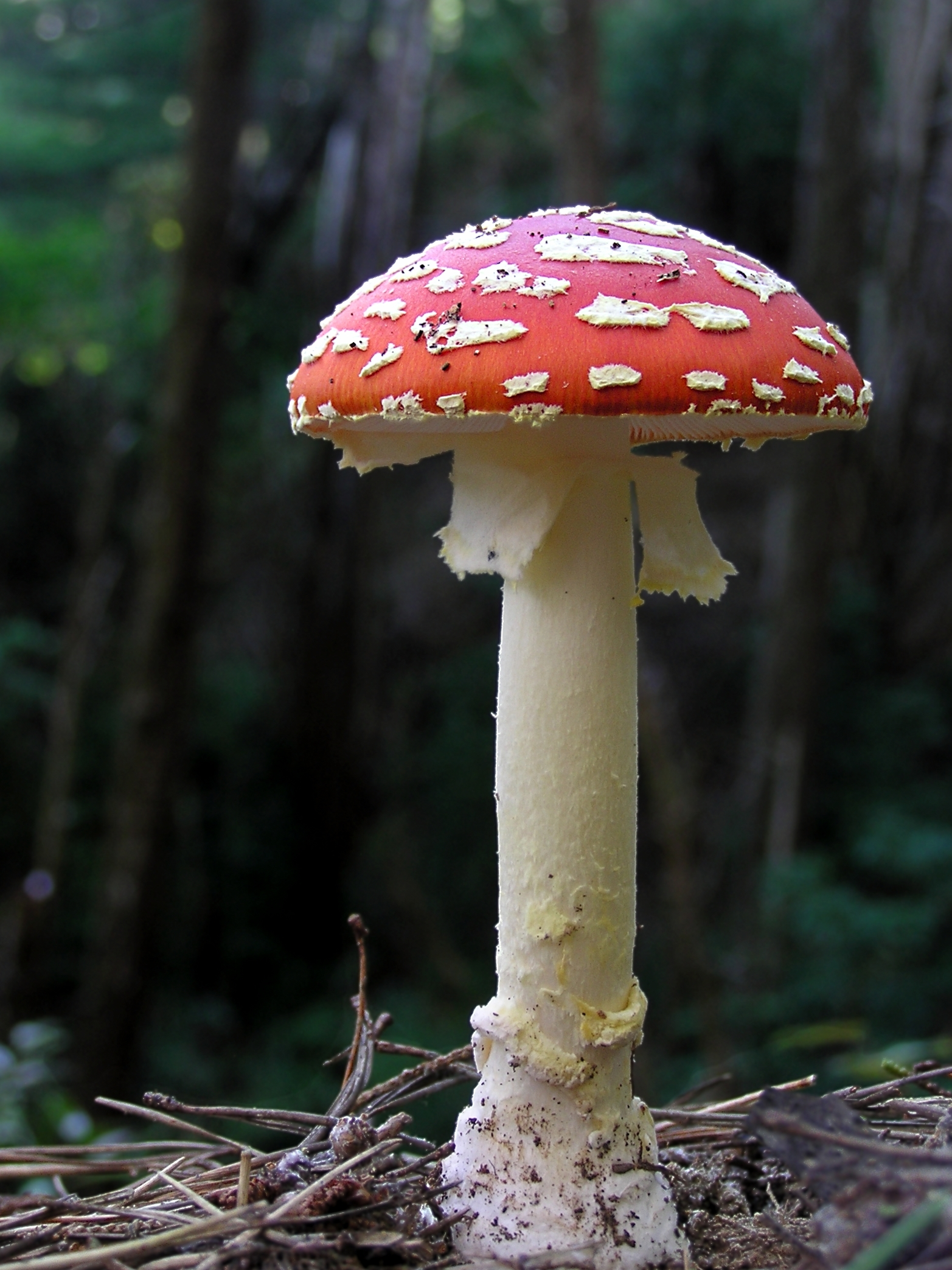
Mạng che phủ dưới mũ nấm bị rơi ra một phần để tạo thành một vòng xung quanh cuống.

Nhà thực vật học người Fleming thế kỷ 16 Carolus Clusius truy nguyên thực tiễn rắc nó vào sữa là ở Frankfurt, Đức, trong khi Carl Linnaeus, "cha đẻ của phân loại học", lại cho là từ Småland ở miền nam Thụy Điển, nơi ông từng sống khi còn nhỏ. Ông đã mô tả nó trong tập hai của Species Plantarum năm 1753, đặt cho nó tên gọi Agaricus muscarius, với tính từ định danh xuất phát từ tiếng Latinh musca có nghĩa là "ruồi". Nó có được tên gọi hiện tại vào năm 1783, khi được Jean-Baptiste Lamarck đặt trong chi Amanita, một tên gọi được "cha đẻ của nấm học", nhà tự nhiên học Thụy Điển Elias Magnus Fries, phê chuẩn năm 1821. Ngày tháng bắt đầu cho tất cả những gì liên quan tới nấm đã được thiết lập theo thỏa thuận chung là ngày 1 tháng 1 năm 1821, ngày xuất bản công trình Systema Mycologicum của Fries, và do đó tên đầy đủ là Amanita muscaria (L.:Fr.) Hook.. Phiên bản năm 1987 của Quy tắc quốc tế về danh pháp thực vật đã thay đổi các quy tắc về ngày bắt đầu và tác phẩm chính đối với tên gọi của nấm và các tên gọi có thể được coi là hợp lệ kể từ ngày 1 tháng 5 năm 1753, ngày xuất bản tác phẩm Species Plantarum của Linnaeus. Do đó, Linnaeus và Lamarck hiện được coi là người đặt tên cho Amanita muscaria (L.) Lam..
Nhà nấm học người Anh John Ramsbottom cho rằng Amanita muscaria đã được sử dụng để loại bỏ bọ cánh nửa (Hemiptera) ở Anh và Thụy Điển, và bug agaric là một tên thay thế cũ cho loài này. Nhà nấm học người Pháp Pierre Bulliard thông báo là đã cố gắng nhưng không thành công trong việc sao chép các đặc tính diệt ruồi của nó trong tác phẩm của mình Histoire des plantes vénéneuses et suspectes de la France (1784) và đề xuất một danh pháp hai phần mới Agaricus pseudo-aurantiacus vì điều này. :200 Một hợp chất được phân lập từ nấm là 1,3-diolein (1,3-Di(cis-9-octadecenoyl) glycerol), có tính hấp dẫn côn trùng.
Người ta đã lập giả thuyết cho rằng những con ruồi cố tình tìm kiếm nấm tán giết ruồi vì các đặc tính gây say của nó.
Một nguồn gốc khác đề xuất rằng thuật ngữ ruồi- không chỉ các loài côn trùng như thế mà là sự mê sảng do tiêu thụ nấm. Điều này dựa trên niềm tin thời trung cổ cho rằng ruồi có thể xâm nhập vào đầu của một người và gây ra bệnh tâm thần. Một vài tên gọi địa phương dường như liên kết với ý nghĩa này, có nghĩa nó là phiên bản "điên rồ" hoặc "ngu ngốc" của loài nấm ăn được và được đánh giá cao là Amanita caesarea. Do đó mà có oriol foll "oriol điên rồ" trong tiếng Catalan, mujolo folo từ Toulouse, concourlo fouolo từ khu vực Aveyron ở miền nam nước Pháp, ovolo matto từ Trentino ở Italia. Tên gọi phương ngữ ở Fribourg, Thụy Sĩ là tsapi de diablhou dịch là "Mũ của quỷ".:194
| Image | Reference name                     | Common name                          | Synonym                       | Description |
| ----- | ---------------------------------- | ------------------------------------ | ----------------------------- | --- |
|       | Amanita muscaria var. muscaria     | Euro-Asian fly agaric                |                               | Bright red fly agaric from northern Europe and Asia. Cap might be orange or yellow due to slow development of the purple pigment. Wide cap with white or yellow warts which are removed by rain. Known to be toxic but used by shamans in northern cultures. Associated predominantly with Birch and diverse conifers in forest.                                                |
|       | Amanita muscaria var. flavivolvata | American fly agaric                  |                               | red, with yellow to yellowish-white warts. It is found from southern Alaska down through the Rocky Mountains, through Central America, all the way to Andean Colombia. Rodham Tulloss uses this name to describe all "typical" A. muscaria from indigenous New World populations.                                                                                               |
|       | Amanita muscaria var. guessowii    | American fly agaric (yellow variant) | Amanita muscaria var. formosa | has a yellow to orange cap, with the centre more orange or perhaps even reddish orange. It is found most commonly in northeastern North America, from Newfoundland and Quebec south all the way to the state of Tennessee. Some authorities (cf. Jenkins) treat these populations as A. muscaria var. formosa, while others (cf. Tulloss) recognise them as a distinct variety. |
|       | Amanita muscaria var. inzengae     | Inzenga's fly agaric                 |                               | it has a yellow to orange-yellow cap with yellowish warts and stem which may be tan. |